# Арціменєв Юрій Миколайович
Юрій Миколайович Арціменєв (23 лютого 1937, Москва — 14 квітня 2019, Москва) — російський художник-мініатюрист, автор понад 200 радянських і російських поштових марок, більше 500 конвертів і односторонніх поштових карток з оригінальною маркою (з 1968 року), а також перших марок деяких пострадянських республік. Художник Видавничо-торгового центру «Марка».